# فد ویکو
فد ویکو (انگلیسی: Fede Vico؛ زادهٔ ۴ ژوئیهٔ ۱۹۹۴) بازیکن فوتبال اهل اسپانیا است.
از باشگاه‌هایی که در آن بازی کرده‌است می‌توان به باشگاه فوتبال اوستنده، باشگاه فوتبال آلباسته بالومپیه، باشگاه فوتبال لگانس، باشگاه فوتبال کوردوبا، باشگاه فوتبال اندرلشت، و باشگاه فوتبال گرانادا اشاره کرد.
وی همچنین در تیم‌های ملی فوتبال زیر ۱۷ سال اسپانیا، زیر ۱۸ سال اسپانیا، زیر ۱۹ سال اسپانیا، و زیر ۲۰ سال اسپانیا بازی کرده‌است.